# Prayers for Bobby: A Mother's Coming to Terms with the Suicide of Her Gay Son
Prayers for Bobby: A Mother's Coming to Terms with the Suicide of Her Gay Son é um livro de Leroy F. Aarons publicado em 1995. A obra descreve a experiência de uma mãe que tenta se reconciliar com o suicídio de seu filho homossexual. Em 24 de janeiro de 2009, o canal a cabo Lifetime exibiu o telefilme Prayers for Bobby, uma adaptação do livro protagonizada por Sigourney Weaver e Ryan Kelley, que interpretou o papel de Bobby.

## Resumo do livro
Este livro apresenta a história de Mary Griffith e sua provação com seu filho homossexual, Robert Warren Griffith, conhecido como Bobby.
 A intolerância cristã e a doutrinação intransigente da mãe levam o jovem a um quadro de autodepreciação profunda até que ele comete suicídio em 1983. Mary começa a questionar sua fé como causa da morte de Bobby e se pergunta o que acontecerá com a alma dele. Depois de muito refletir, ela chega à dura percepção de que nada estava errado com Bobby aos olhos de Deus. Mais tarde, ela se torna defensora dos direitos dos homossexuais em memória de seu filho. Ao longo do livro, são apresentados trechos do diário de Bobby para ilustrar seus sentimentos e pontos de vista.

## Desenvolvimento
Em 1989, Leroy Aarons leu uma reportagem de jornal sobre o suicídio de um jovem. Particularmente marcante para ele foi o fato de que a mãe do garoto, Mary Griffith, tentou "curar" a "natureza gay" do filho durante toda a adolescência dele. Aos 20 anos, Bobby Griffith saltou de uma ponte sobre uma autoestrada em Portland, Oregon e morreu instantaneamente atropelado por um caminhão. Mary foi transformada por sua perda e acabou renunciando às rígidas crenças religiosas que a impediram de aceitar Bobby enquanto ele viveu.
A história dos Griffith ressoou com a transformação do próprio Aarons como jornalista e ativista abertamente homossexual. Após a morte de Bobby, Mary tornou-se uma das mais icônicas ativistas da organização norte-americana PFLAG, incentivando outros pais a compreender e aceitar a homossexualidade de seus filhos. "Essa extraordinária conversão me tocou tão profundamente quanto a história trágica da morte de Bobby", escreveu Aarons. "O que a capacitou a transcender seu passado e realizar o que só poderia ser descrito como atos de coragem."
Após deixar o jornalismo em 1991, Aarons começou a explorar profundamente as histórias da família Griffith e, a partir delas, escreveu seu primeiro livro, Prayers for Bobby: A Mother's Coming to Terms with the Suicide of Her Gay Son, que foi publicado pela editora HarperCollins em 1995.